# 量子泡沫
量子泡沫（英語：Quantum foam），又稱時空泡沫或惠勒泡沫（英語：space time foam），是一種物理概念，最早在1955年由約翰·惠勒所提出量子力學中的一個概念。量子泡沫即為誕生前宇宙的概念化。
在量子泡沫的普朗克尺度（10-35公尺）裡，時空不再是平滑的，許多不同的形狀會像泡沫一樣隨機浮出，又隨機消失，這樣在微小世界的能量起伏，就是所謂的「量子漲落」。在量子漲落中形成的小通道，就是所謂的蟲洞，而這些量子蟲洞則又可以連接到周遭眾多的起伏泡沫，那些量子泡沫就是幼宇宙。
量子泡沫可用於極小尺度（普朗克長度量級）下量子振蕩的定性描述。在這麼小的尺度下海森堡的不確定性原理允許能量暫時產生並瞬間產生粒子和反粒子，然後在不違反物理守恆定律下互相湮滅，由於此處討論的時間和空間規模極小，且加上虛擬粒子增加的能量，根據愛因斯坦的廣義相對論，表明，在足夠小的範圍內，這些波動的能量將是大到足以使在較大的尺度上可觀測到相對平滑時空的顯著偏離，有如泡沫一般，因此，在量子泡沫裡，空間沒有一定的結構，對於各種不同的形狀和曲度都有不同的機率。